# Телом

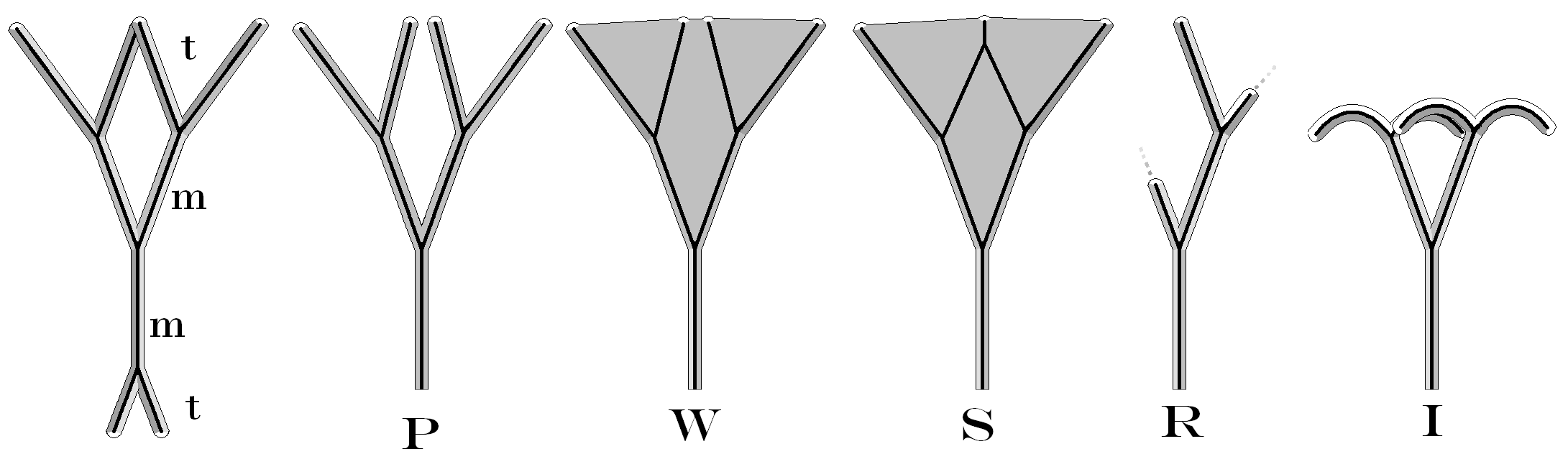
t = телом, m = мезом
P = планація, W&S = зростання теломів, R = редукція, I = вигинання

Телом (грец. τελόξ (ςелес) — кінець, закінчення) — дихотомічно розгалужена осьова структура, диференційована на епідерміс, основну паренхіму і протоксилемний провідний пучок, кінцева циліндрична ділянка тіла у базальної групи судинних рослин — риніофітів. За теломною теорією, запропонованою німецьким ботаніком Вальтером Ціммерманом у 1936 році у праці «Філогенія рослин» (Die Phylogenie der Pflanzen), та пізніше розширеної в роботі 1965 року «Теломна теорія» всі органи вищих рослин виникли саме з теломів.
За цією теорією, дихотомічно розгалужені гілочки псилофітів (Psilophytopsida) — теломи — у процесі еволюції зросталися у стерильні і фертильні синтеломи. Потім стерильні синтеломи диференціювалися на листки і осі пагона, а фертильні перетворилися на спорофіли. Таким чином, процес утворення квітки відбувався паралельно з процесом формування вегетативного пагона.
Органи виникали внаслідок протікання кількох основних філогенетичних процесів, які могли відбуватися у різних комбінаціях.
1. Übergipfelung — перевершинювання осей, коли одна з гілочок росте швидше, і утворює головну вісь, а інші займають бокове положення. Завдяки такому процесу виникли листки папоротей, за допомогою його також виникли великі форми рослин, з головною віссю та галуженням.
2. Planation — планація, розташування теломів в одній площині в ході послідовних дихотомічних галужень. Був основою для утворення листя.
3. Planation — зростання теломів. В поєднанні з планацією цей процес привів до формування листя або спорофілів. В поєднанні з перевершинюванням давав листки папоротей і древніх голонасінних, а без нього — суцільні листки голонасінних. Зростання без планації давало стебла.
4. Reduktion — редукція, зменшення числа порядків галуження бічних осей.